# Dolmen von Nagelsti
Die Dolmen von Nagelsti liegen am Westrand des Priorskov (Wald), südlich von Sundby auf der dänischen Insel Lolland. Die Megalithanlagen entstanden zwischen 3500 und 2800 v. Chr. als Anlagen der Trichterbecherkultur (TBK). Neolithische Monumente sind Ausdruck der Kultur und Ideologie neolithischer Gesellschaften. Ihre Entstehung und Funktion gelten als Kennzeichen der sozialen Entwicklung.

Nagelsti Dolmen
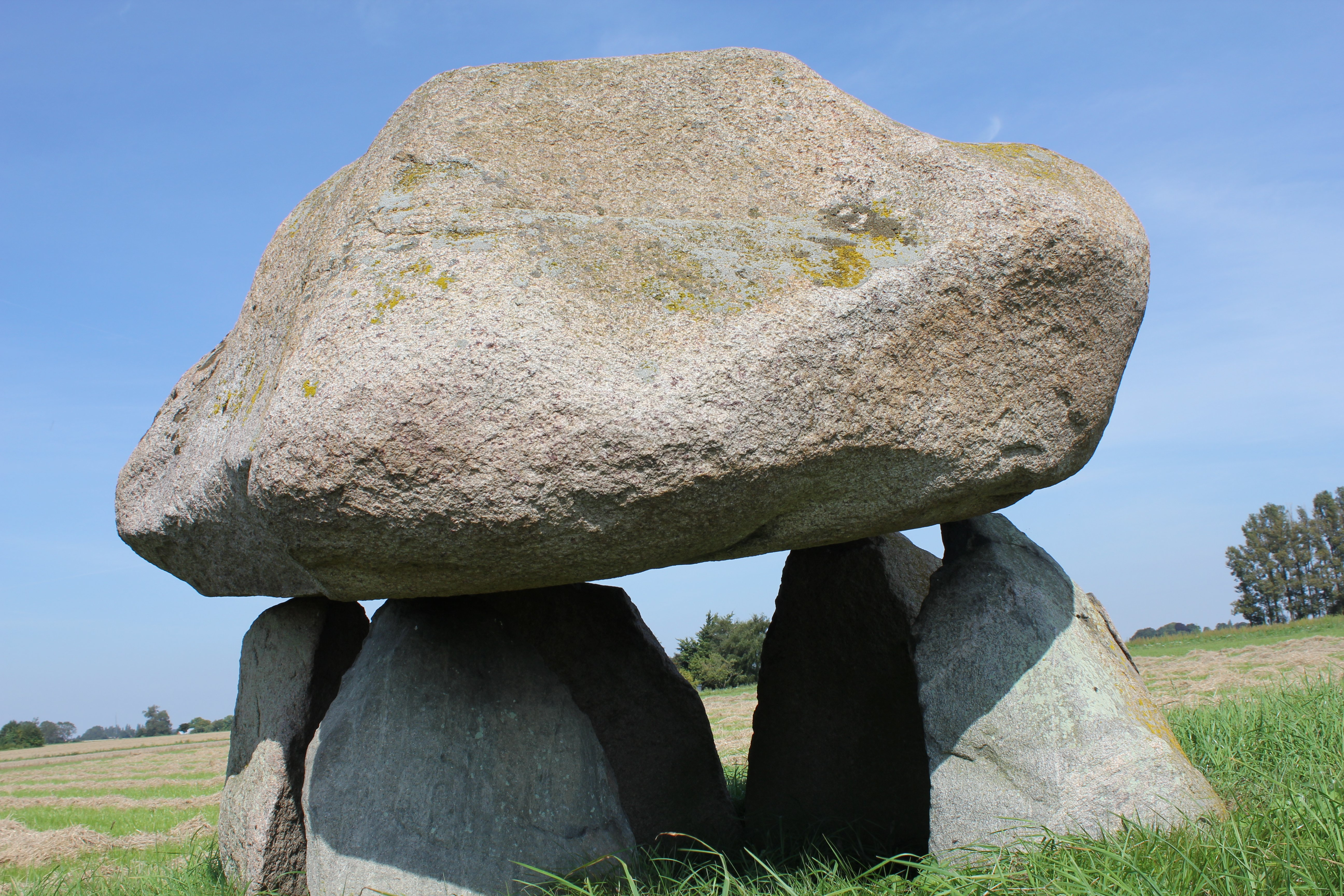
Dolmen
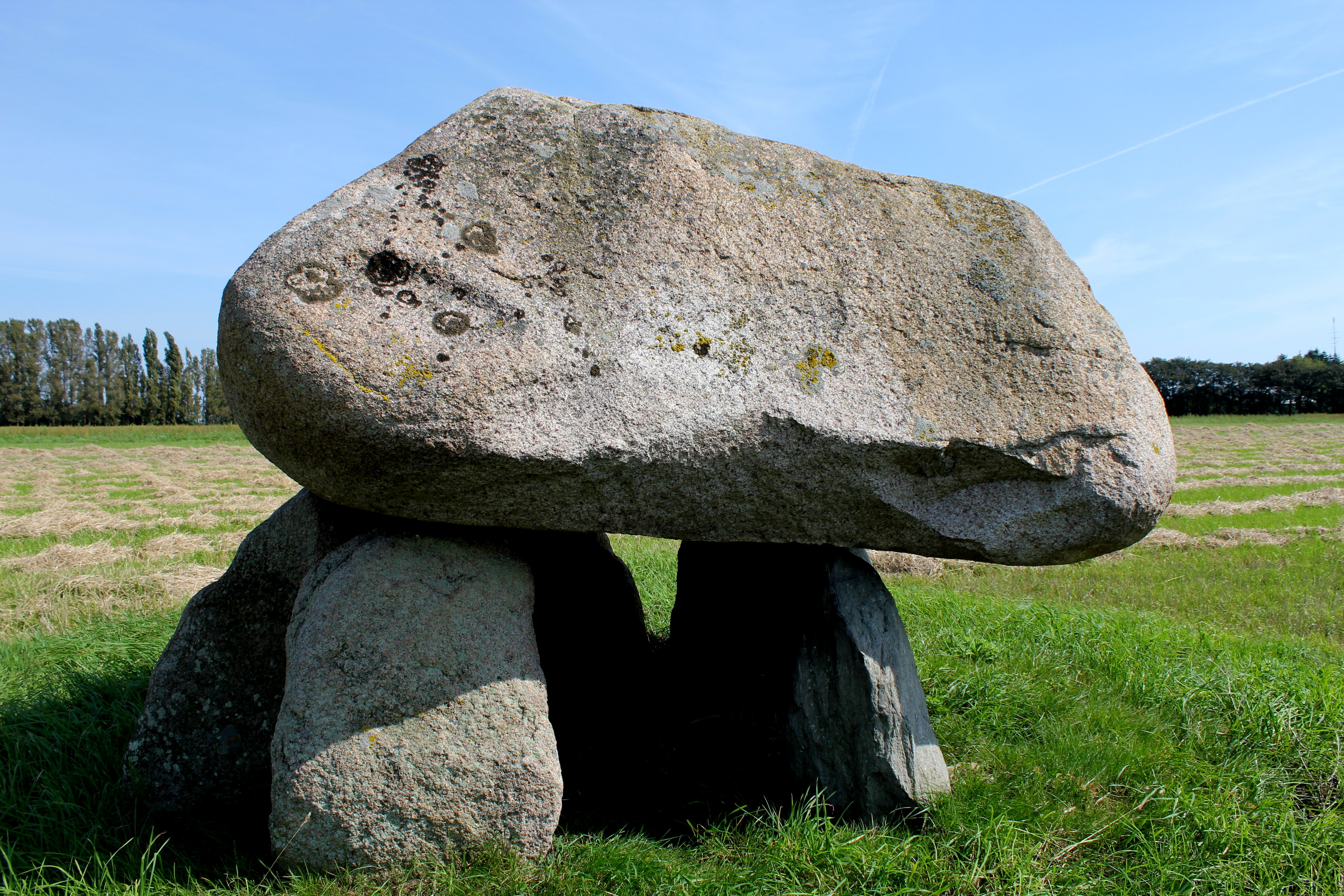
Dolmen
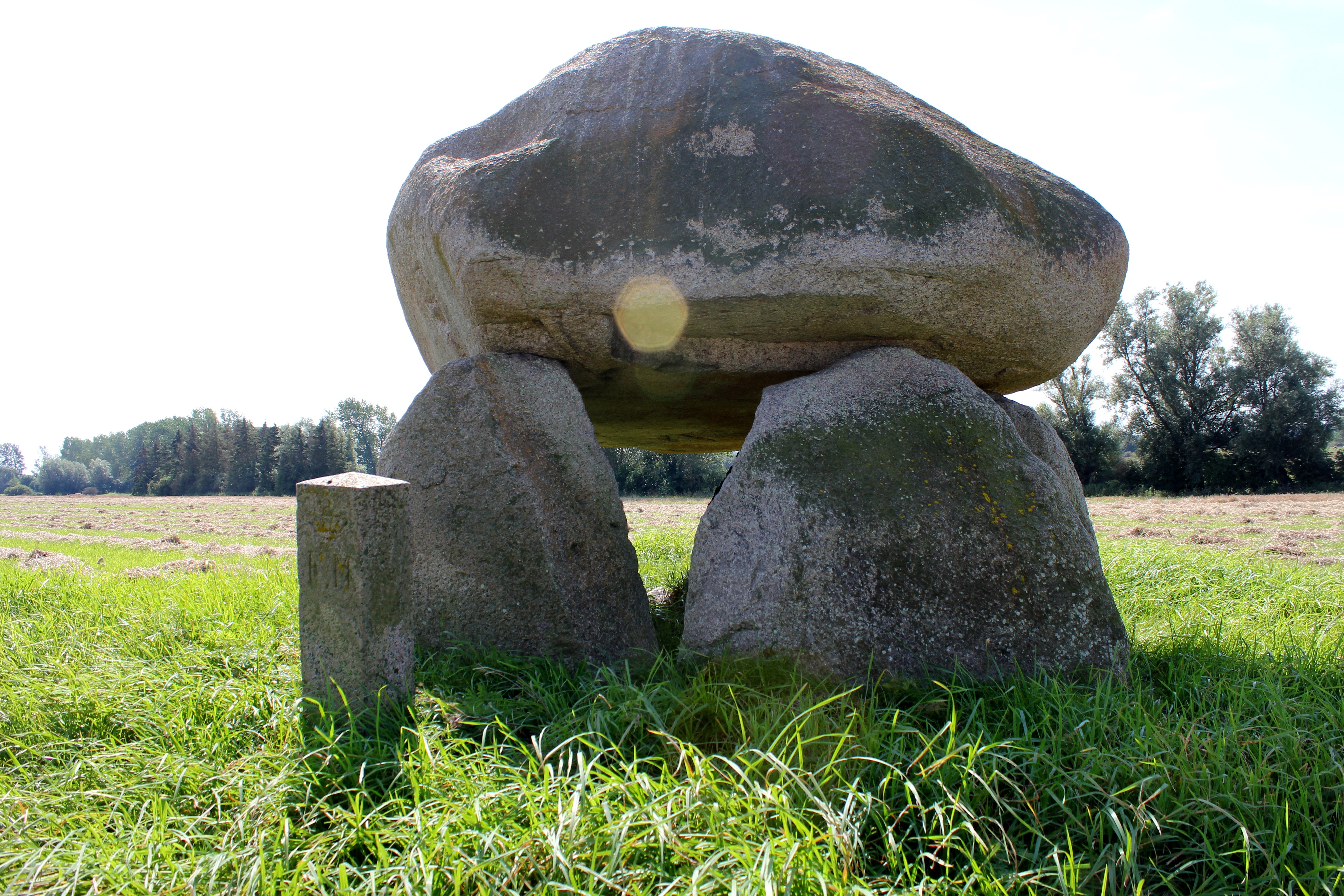
Dolmen
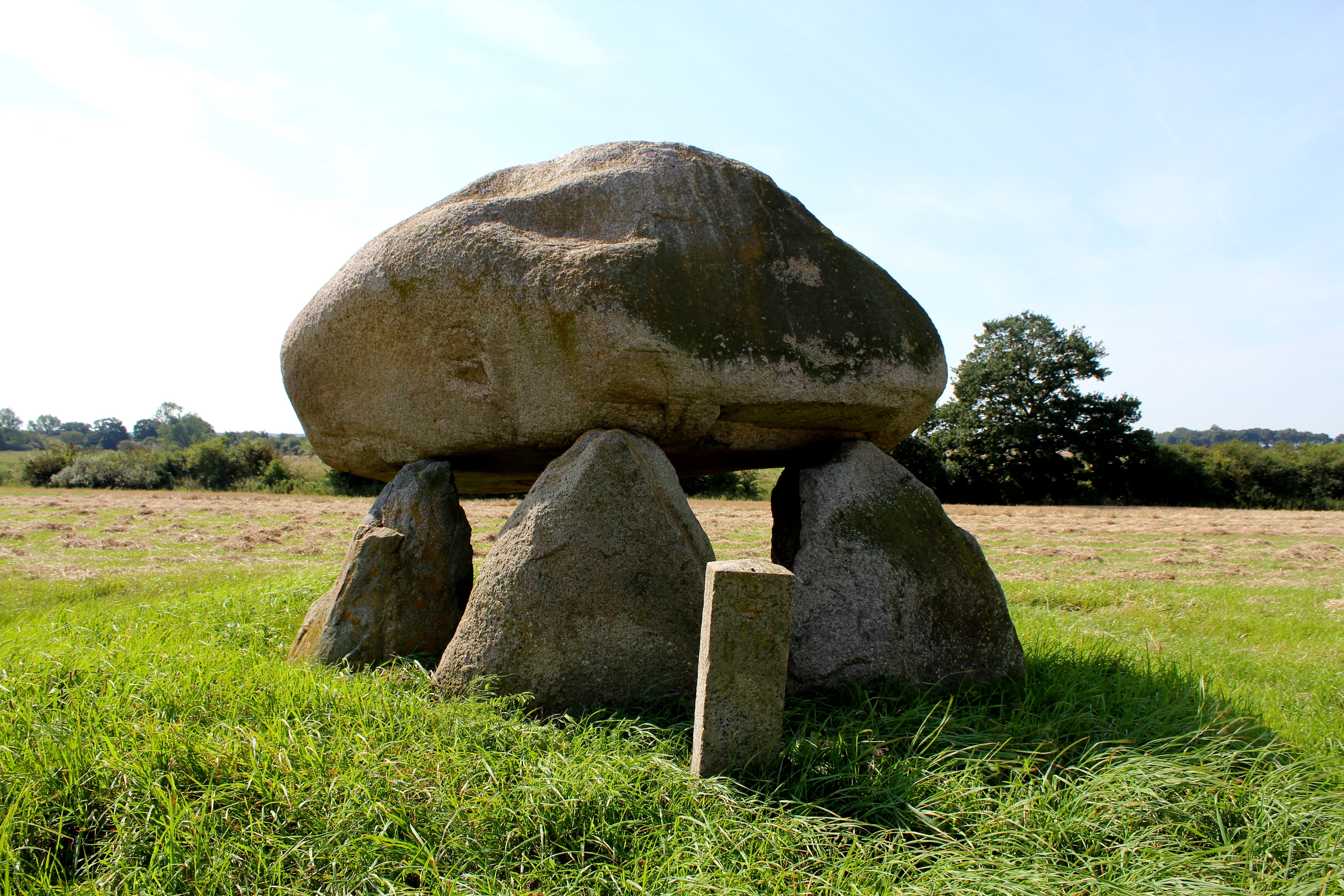
Dolmen

In einem Feld südlich der Straße Bymarken liegt ein nahezu kompletter Dolmen mit vier Tragsteinen und einem großen Deckstein. Etwas weiter östlich, am Knick der Straße liegt ein zweiter Dolmen, ohne Deckstein. Nördlich und nordwestlich des Waldes liegen zwei Langdysser, von denen einer von 40 Randsteinen gefasst ist. Östlich von Nagelsti liegt ein 60 m langes Hünenbett, gefasst von 74 Randsteinen.

Nagelsti Langdysse
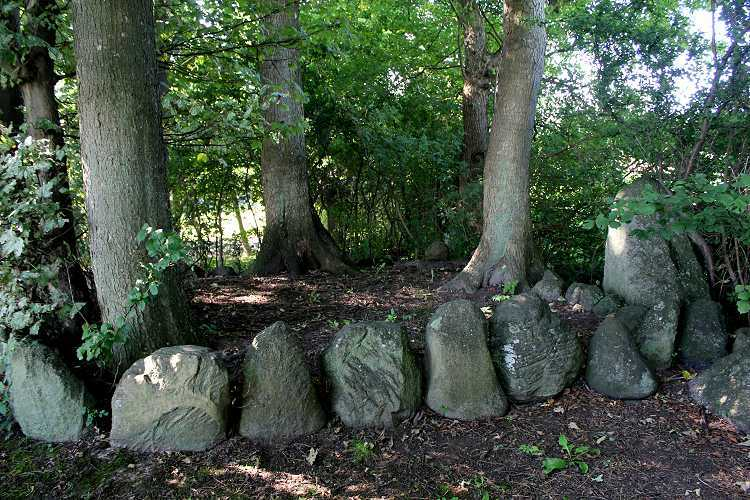
Nagelsti Langdysse
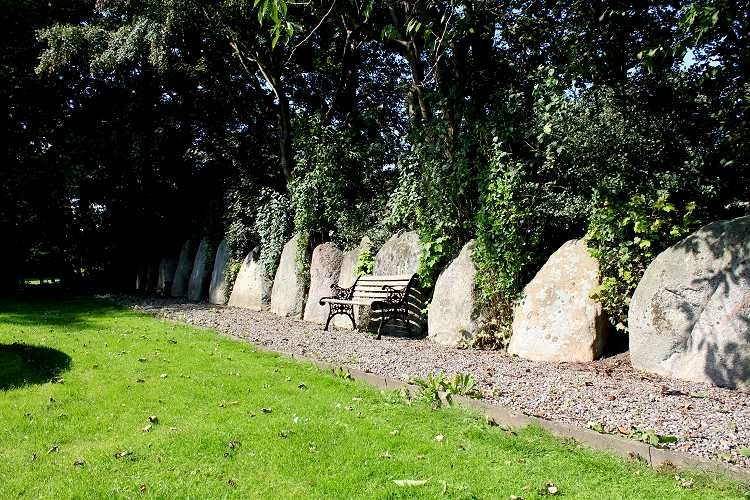
Nagelsti Langdysse
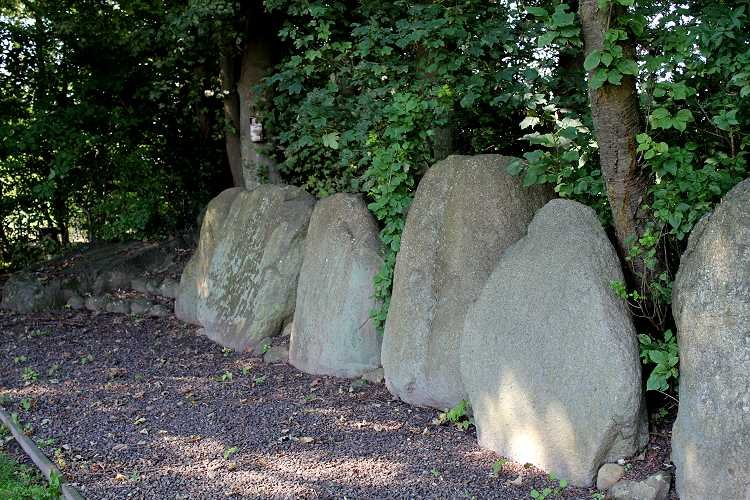
Nagelsti Langdysse
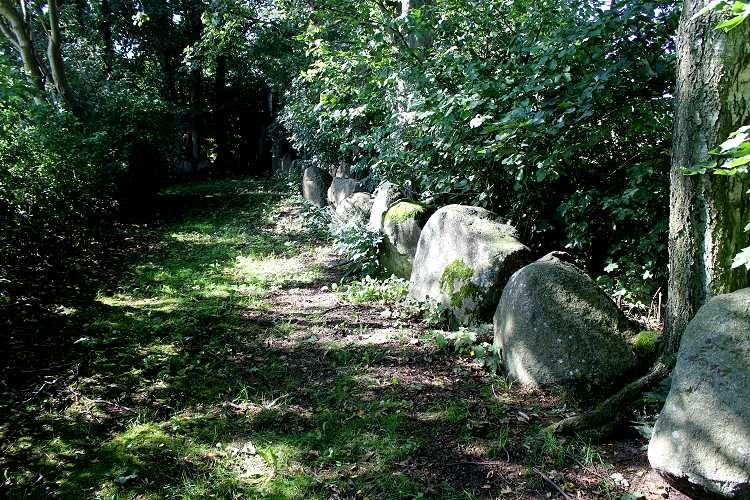
Nagelsti Langdysse